# 나겸
나겸(1981년 3월 7일 ~ )은 대한민국의 가수, 보컬 트레이너다. 카라, 레인보우 등의 보컬 트레이너로 활동하였으며, 2015년 싱글 앨범 [없다]로 가수로 데뷔했다.

## 방송
- 보이스 코리아 2 (2013) - Top28
- 싱어게인2 (2021) - Top10

## 피처링
- 다이나마이트 - Slow (2015)